# Parinari congolana
Parinari congolana là một loài thực vật có hoa trong họ Cám. Loài này được T.Durand & H.Durand mô tả khoa học đầu tiên năm 1909.